# Anii 1460
Secole: Secolul al XV-lea - Secolul al XVI-lea - Secolul al XVI-lea
Decenii: Anii 1410 Anii 1420 Anii 1430 Anii 1440 Anii 1450 - Anii 1460 - Anii 1470 Anii 1480 Anii 1490 Anii 1500 Anii 1510
Ani: 1460 | 1461 | 1462 | 1463 | 1464 | 1465 | 1466 | 1467 | 1468 | 1469